# 2932 Kempchinsky
2932 Kempchinsky (1980 TK4) là một tiểu hành tinh nằm phía ngoài của vành đai chính được phát hiện ngày 9 tháng 10 năm 1980 bởi C. Shoemaker ở Palomar.